# A Prizzik becsülete
A Prizzik becsülete (eredeti cím: Prizzi's Honor) 1985-ben bemutatott amerikai bűnügyi filmvígjáték John Huston rendezésében. A forgatókönyv Richard Condon 1982-ben megjelent azonos című regényén alapszik. Condon társ-forgatókönyvíróként is részt vett a munkálatokban. A filmzenét jegyző Alex North Giacomo Puccini és Gioachino Rossini zenéjét adaptálta a filmre.
A filmet nyolc Oscar-díjra jelölték, melyből Anjelica Huston a női mellékszereplő kategóriában nyert díjat.  

## Szereplők
A történet egy bérgyilkosról (Jack Nicholson) és egy bérgyilkosnőről (Kathleen Turner) szól, akik annak ellenére szeretnek egymásba, hogy tudják, megbízóik egymás megölésére bérelték fel őket.
| Szerep                                         | Színész          | Magyar hang             | Magyar hang             |
| Szerep                                         | Színész          | 1. szinkron (1994–1995) | 2. szinkron (1995–1996) |
| ---------------------------------------------- | ---------------- | ----------------------- | ----------------------- |
| Charley Partanna                               | Jack Nicholson   | Reviczky Gábor          | Tordy Géza              |
| Irene Walkervisks / Irene Walker / Mrs. Heller | Kathleen Turner  | Takács Kati             | Farkas Zsuzsa           |
| Maerose Prizzi                                 | Anjelica Huston  | Kocsis Mariann          | Kiss Mari               |
| Eduardo Prizzi                                 | Robert Loggia    | Cs. Németh Lajos        | Makay Sándor            |
| Angelo Partanna                                | John Randolph    | Szabó Ottó              | Szabó Ottó              |
| Don Corrado Prizzi                             | William Hickey   | Makay Sándor            | Komlós András           |
| Dominic Prizzi                                 | Lee Richardson   | Kránitz Lajos           | Velenczey István        |
| Rosario Filangi                                | Michael Lombard  | Várkonyi András         | Uri István              |
| Peaches Altamot                                | CCH Pounder      |                         | Virághalmy Judit        |
| Amalia Prizzi                                  | Ann Selepegno    | Kassai Ilona            | Bakó Márta              |
| Hanley hadnagy                                 | Lawrence Tierney |                         | Kun Vilmos              |
| Phil Vittimizzare                              | Vic Polizos      |                         |                         |
| Bluestone                                      | Dick O’Neil      | Kisfalussy Bálint       | Antal László            |
| Casco Vasorne                                  | Sully Boyar      |                         |                         |

## Fontosabb díjak és jelölések
Oscar-díj (1986)
- - díj: legjobb női mellékszereplő – Anjelica Huston
  - jelölés: legjobb film – John Foreman
  - jelölés: legjobb rendező – John Huston
  - jelölés: legjobb férfi főszereplő – Jack Nicholson
  - jelölés: legjobb férfi mellékszereplő – William Hickey
  - jelölés: legjobb adaptált forgatókönyv – Richard Condon, Janet Roach
  - jelölés: legjobb vágó – Rudi Fehr
  - jelölés: legjobb jelmeztervező – Donfeld

- Golden Globe-díj (1986)
  - díj: legjobb komédia vagy musical – John Foreman
  - díj: legjobb rendező – John Huston
  - díj: legjobb férfi főszereplő – Jack Nicholson
  - díj: legjobb női főszereplő – Kathleen Turner
  - jelölés: női mellékszereplő – Anjelica Huston
  - jelölés: legjobb forgatókönyv – Richard Condon, Janet Roach

BAFTA-díj (1986)
- - díj: legjobb adaptált forgatókönyv – Richard Condon, Janet Roach
  - jelölés: női mellékszereplő – Anjelica Huston

## Fordítás
- Ez a szócikk részben vagy egészben  a   Prizzi's_Honor című angol Wikipédia-szócikk fordításán alapul.  Az eredeti cikk szerkesztőit annak laptörténete sorolja fel. Ez a jelzés csupán a megfogalmazás eredetét és a szerzői jogokat jelzi, nem szolgál a cikkben szereplő információk forrásmegjelöléseként.